# Sirohozka, Nîjni Sirohozî
Sirohozka (în ucraineană Сірогозька) este o comună în raionul Nîjni Sirohozî, regiunea Herson, Ucraina, formată numai din satul de reședință.

## Demografie
Componența lingvistică a comunei Sirohozka
     Rusă (62,26%)
     Ucraineană (37,1%)
     Alte limbi (0,13%)
Conform recensământului din 2001, majoritatea populației comunei Sirohozka era vorbitoare de rusă (62,26%), existând în minoritate și vorbitori de ucraineană (37,1%).